# Santarém (Portugalia)
Santarém – miejscowość w Portugalii, leżąca w dystrykcie Santarém, w regionie Ribatejo, w podregionie Lezíria do Tejo. Miejscowość jest siedzibą gminy o tej samej nazwie.

## Demografia
| Liczba ludności gminy Santarém (1801–2011) | Liczba ludności gminy Santarém (1801–2011) | Liczba ludności gminy Santarém (1801–2011) | Liczba ludności gminy Santarém (1801–2011) | Liczba ludności gminy Santarém (1801–2011) | Liczba ludności gminy Santarém (1801–2011) | Liczba ludności gminy Santarém (1801–2011) | Liczba ludności gminy Santarém (1801–2011) | Liczba ludności gminy Santarém (1801–2011) | Liczba ludności gminy Santarém (1801–2011) |
| ------------------------------------------ | ------------------------------------------ | ------------------------------------------ | ------------------------------------------ | ------------------------------------------ | ------------------------------------------ | ------------------------------------------ | ------------------------------------------ | ------------------------------------------ | ------------------------------------------ |
| 1801                                       | 1849                                       | 1900                                       | 1930                                       | 1960                                       | 1981                                       | 1991                                       | 2001                                       | 2004                                       | 2011                                       |
| 37 304                                     | 15 425                                     | 41 994                                     | 54 701                                     | 63 777                                     | 62 896                                     | 62 621                                     | 63 563                                     | 64 124                                     | 62 200                                     |

## Sołectwa
Sołectwa gminy Santarém (ludność wg stanu na 2011 r.)
- Abitureiras – 972 osoby
- Abrã – 1122 osoby
- Achete – 1918 osób
- Alcanede – 4547 osób
- Alcanhões – 1469 osób
- Almoster – 1818 osób
- Amiais de Baixo – 1851 osób
- Arneiro das Milhariças – 835 osób
- Azóia de Baixo – 297 osób
- Azóia de Cima – 496 osób
- Casével – 864 osoby
- Gançaria – 514 osób
- Marvila – 9044 osoby
- Moçarria – 1136 osób
- Pernes – 1446 osób
- Pombalinho – 448 osób
- Póvoa da Isenta – 1127 osób
- Póvoa de Santarém – 708 osób
- Romeira – 783 osoby
- Santa Iria da Ribeira de Santarém – 745 osób
- São Nicolau – 9627 osób
- São Salvador – 10 513 osób
- São Vicente de Paul – 1835 osób
- Tremês – 1981 osób
- Vale de Figueira – 1082 osoby
- Vale de Santarém – 2920 osób
- Vaqueiros – 285 osób
- Várzea – 1817 osób

## Współpraca
Miejscowości partnerskie:
- Badajoz, Hiszpania
- Koekelberg, Belgia
- Santarém, Brazylia